# Holsten
Holsten — популярна пивна торговельна марка, один з провідних міжнародних брендів пивоварної корпорації Carlsberg Group. Оригінальний виробник пива цієї торговельної марки — броварня Holsten-Brauerei AG з Гамбурга, Німеччина. Назва торговельної марки походить від назви однойменного германського племені, за яким також отримала свою назву історична область Гольштейн, південна частина сучасної німецької федеральної землі Шлезвіг-Гольштейн.
Найпопулярніший сорт Holsten Pilsener активно експортується до багатьох країн світу, виробництва цього пива також здійснюється деякими підприємствами Carlsberg Group за межами Німеччини. Зокрема, в Україні Holsten Pilsener вариться на потужностях ПБК «Славутич» у Запоріжжі, який належить дочірній компанії Славутич, Carlsberg Group.

## Історія

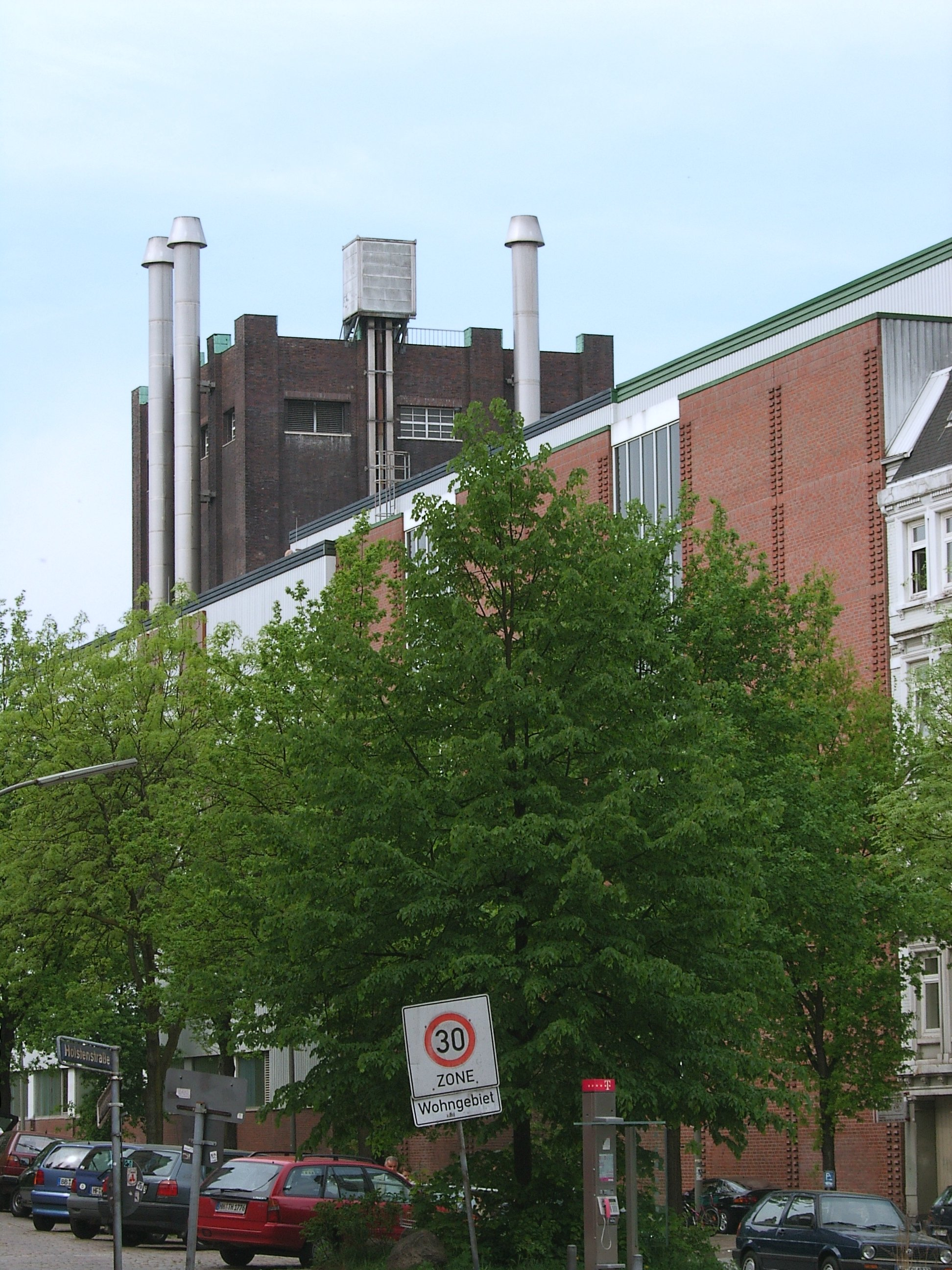
Сучасна будівля броварні Holsten-Brauerei AG у Гамбурзі.

Броварню Holsten-Brauerei було засновано у Гамбурзі у 1879 році. Від самого початку роботи броварні товарним знаком її продукції стало зображення лицаря на коні, яке і досі лишається логотипом Holsten. Новостворене підприємство швидко стало важливим гравцем на місцевому пивному ринку, а згодом налогодило експорт своєї продукції до зарубіжних країн. Вже 1901 року броварня заснувала свою першу виробничу філію за кордоном, придбавши броварню на околиці Лондона. 
Протягом 1909—1925 років компанія придбала цілу низку броварень в Гамбурзі та містах сусідньої федеральної землі Шлезвіг-Гольштейн, крім того 1927 року було значно розширено та модернізовано виробничі потужності власне гамбурзької броварні. З початком Другої Світової війни уся пивоварна промисловість Німеччини перебувала у занепаді, згодом декілька броварень Holsten у різних містах країни були зруйновані внаслідок бомбардування авіацією союзників, зокрема влітку 1943 року лише у будівлю броварні У Гамбурзі влучило понад 100 авіаційних бомб. Відбудова броварні почалася вже 1946 року, однак довоєнний рівень продажів пива Holsten було досягнуто лише у 1953.
Починаючи з 1950-х років компанія Holsten проводила досить активну роботу зі збільшення власних пивоварних активів за рахунок придбання цілої низки броварень у різних регіонах Німеччини. Іншим важливим напрямом діяльності стало укладання ліцензійних угод на виробництво пива однойменної торговельної марки за кордоном — 1976 року випуск пива Holsten розпочався у Великій Британії, згодом географія його виробництва включила Угорщину та Нігерію, у 1990-х до цих країн додалися Китай, Гондурас, Намібія і Польща. 1998 року до складу активів Holsten увійшла інша велика гамбурзька пивоварна компанія Bavaria-St. Pauli-Brauerei.
Нового імпульсу розвиток Holsten отримав 2004 року, коли контрольний пакет акцій компанії сконцентрував у своїй власності данський пивоварний гігант Carlsberg Group. Новий власник, який наприкінці 2000-х вийшов на 4-те місце за рівнем доходів серед усіх виробників пива у світі, приділив значну увагу посиленню позицій Holsten на міжнародних ринках. Численні дочірні підприємства Carlsberg Group у багатьох країнах світу почали активно займатися дистрибуцією пива цієї торговельної марки, а у низці країн — і його виробництвом на умовах ліцензії. Зокрема, в Україні виробництво Holsten Pilsener було започатковано на потужностях ПБК «Славутич» у Запоріжжі. 
Безпосередньо на батьківщині Holsten лишається лідером пивного ринку Північної Німеччини, де його частка становить 18 % від загальних обсягів споживання пива. На загальнонаціональному ринку ця торговельна марка утримує 9-ту позицію в рейтингу, маючи ринкову частку у 3 % німецького ринку.

## Асортимент пива
- Holsten Pilsener — світле пиво, пільзнер з густиною 11,2-11,8 % та вмістом алкоголю 4,5-4,8 % (залежно від країни виробництва). Найпопулярніший сорт торговельної марки, виробництво якого налогоджене у декількох країнах світу, у т.ч. в Україні на потужностях ПБК «Славутич» у Запоріжжі;
- Holsten Edel — світле пиво, пільзнер з вмістом алкоголю 4,9 %;
- Holsten Diät Pils — пільзнер з вмістом алкоголю 4,9 %, що позиціонується як дієтичний продукт;
- Holsten Export — світле пиво сорту «експорт» з вмістом алкоголю 5,4 %;
- Holsten Alkoholfrei — безалкогольне світле пиво;
- Holsten Lemon — радлер на основі світлого пива та лимонаду з вмістом алкоголю 2,5 %, також випускався під комерційною назвою Holsten Cooler Lemon;